# Erich Diestel
 Erich Diestel (ur. 8 listopada 1892 w Iławie, zm. 3 sierpnia 1973) – niemiecki wojskowy, generalleutnant, dowódca dywizji podczas II wojny światowej. 

## Odznaczenia
- Krzyż Rycerski Krzyża Żelaznego (1944)
- Złoty Krzyż Niemiecki (1942)
- Krzyż Żelazny I klasy[1] z ponownym nadaniem 1939
- Krzyż Żelazny II klasy[1] z ponownym nadaniem 1939
- Czarna Odznaka za Rany[1]
- Krzyż Zasługi Wojennej (Lippe)[1]